# Gen nuclear

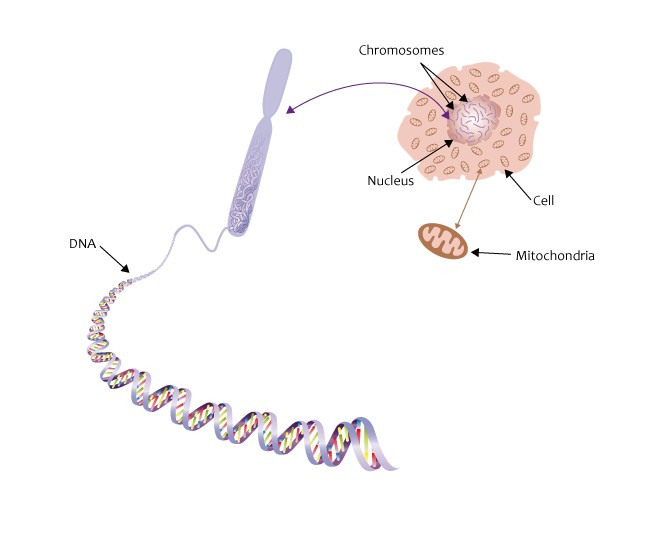
Gen Nuclear

Un gen nuclear es un gen ubicado en el núcleo celular de un eucariota. El término se utiliza para distinguir los genes nucleares de   los genes de la mitocondria, y en el caso de las plantas y las algas, el cloroplasto, que alberga su propio sistema genético y puede producir proteínas desde cero. Un gen nuclear es solo uno de los componentes genéticos del genoma completo de un organismo eucariota.

## Estructura
Los genomas eucariotas tienen distintas estructuras de cromatina de orden superior que están estrechamente empaquetadas y finalmente organizadas en una determinada construcción que se relaciona funcionalmente con la expresión génica. Estas estructuras funcionan para empaquetar el genoma en una forma muy comprimida en el núcleo celular, al tiempo que garantizan que se pueda acceder al gen cuando sea necesario, como durante la transcripción, replicación y reparación del ADN. La función del genoma está directamente relacionada con este sistema organizativo, en el que existen una serie de mecanismos complejos y vías bioquímicas que pueden afectar la expresión de genes individuales dentro del genoma. 

## Interacciones de orgánulos endosimbióticos
Aunque están separados unos de otros dentro de la célula, los genes nucleares y los de las mitocondrias y los cloroplastos también pueden afectarse entre sí de varias formas. Los genes nucleares juegan un papel importante en la expresión de genes de cloroplasto y genes mitocondriales. Además, los productos genéticos de las mitocondrias pueden por sí mismos afectar la expresión de genes dentro del núcleo celular. Esto se puede hacer a través de metabolitos, así como a través de ciertos péptidos que se trasladan de la mitocondria al núcleo, donde luego pueden afectar la expresión génica.

## Síntesis de proteínas
La mayoría de las proteínas de una célula son el producto del ARNm transcrito de genes nucleares, incluida la mayoría de las proteínas de los orgánulos, que se producen en el citoplasma como todos los productos de genes nucleares y luego se transportan al orgánulo. Los genes del núcleo están dispuestos de forma lineal sobre los cromosomas, que sirven como soporte para la replicación y la regulación de la expresión génica. Como tales, generalmente están bajo un estricto control del número de copias y se replican una sola vez por ciclo celular. Las células nucleares, como las plaquetas, no poseen ADN nuclear y, por lo tanto, deben tener fuentes alternativas de ARN que necesitan para generar proteínas.

## Significado
Muchos factores de transcripción de origen nuclear han desempeñado un papel en la expresión de la cadena respiratoria. Estos factores también pueden haber contribuido a la regulación de las funciones mitocondriales. El factor respiratorio nuclear (NRF-1) se fusiona con los genes que codifican las proteínas respiratorias, con la enzima limitante de la velocidad en la biosíntesis y con los elementos de replicación y transcripción del ADN mitocondrial, o ADNmt. El segundo factor respiratorio nuclear (NRF-2) es necesario para maximizar la producción de la subunidad IV de la citocromo c oxidasa (COXIV) y Vb (COXVb).
El estudio de secuencias de genes con el propósito de la especiación y la determinación de la similitud genética es solo uno de los muchos usos de la genética moderna, y el papel que ambos tipos de genes tienen en ese proceso es importante. Aunque tanto los genes nucleares como los que se encuentran dentro de los orgánulos endosimbióticos proporcionan la composición genética de un organismo, existen características distintas que se pueden observar mejor cuando se mira uno en comparación con el otro. El ADN mitocondrial es útil en el estudio de la especiación, ya que tiende a ser el primero en evolucionar en el desarrollo de una nueva especie, que es diferente de los cromosomas de genes nucleares que pueden examinarse y analizarse individualmente, cada uno dando su propia respuesta potencial en cuanto a la especiación de un organismo de evolución relativamente reciente.
Como los genes nucleares son la base genética de todos los organismos eucariotas, cualquier cosa que pueda afectar su expresión afecta directamente a las características de ese organismo a nivel celular. Las interacciones entre los genes de orgánulos endosimbióticos como las mitocondrias y los cloroplastos son solo algunos de los muchos factores que pueden actuar sobre el genoma nuclear.